# Tegulinus
Genre
Tegulinus est un genre d'araignées aranéomorphes de la famille des Linyphiidae.

## Distribution
Les espèces de ce genre sont endémiques de Sumatra en Indonésie.

## Liste des espèces
Selon World Spider Catalog (version 18.0, 04/04/2017) :
- Tegulinus bifurcatus Tanasevitch, 2017
- Tegulinus sumatranus Tanasevitch, 2017

## Publication originale
- Tanasevitch, 2017 : New genera and new species of the family Linyphiidae from Borneo, Sumatra and Java (Arachnida, Araneae). Revue Suisse de Zoologie, vol. 124, no 1, p. 141-155.